# Georges Eekhoud
Georges Eekhoud (Antuérpia, 27 de Maio de 1854 — Schaerbeek, 29 de Maio de 1927) foi um escritor belga.
Eekhoud era um regionalista mais conhecido por sua capacidade de representar cenas da vida cotidiana rural e urbana. Ele tendia a retratar o lado negro do desejo humano e escrever sobre os marginalizados sociais e as classes trabalhadoras.

## Juventude e obras
Eekhoud nasceu na Antuérpia. Membro de uma família bastante abastada, ele perdeu os pais ainda menino. Quando começou a trabalhar sozinho, começou a trabalhar para um jornal. Primeiro como corretor, depois ele contribuiu com uma série. Em 1877, a generosidade de sua avó permitiu ao jovem Eekhoud publicar seus dois primeiros livros, Myrtes et Cyprès e Zigzags poétiques, ambos volumes de poesia. No início da década de 1880, Eekhoud participou de vários movimentos artísticos franco-belgas modernos, como Les XX (Os Vinte) e La Jeune Belgique (Jovem Bélgica). Kees Doorik, seu primeiro romance foi publicado em 1883, sobre a vida selvagem de um jovem trabalhador rural que cometeu um assassinato. A renomada editora de pensamento livre Henri Kistemaeckers lançou uma segunda edição três anos depois. Eekhoud recebeu alguns elogios cautelosos de autores famosos como Edmond de Goncourt e Joris-Karl Huysmans, que enviaram a Eekhoud uma carta pessoal. Para seu segundo livro em prosa, Kermesses (Fairs, 1884), não apenas Goncourt e Huysmans o elogiaram, mas também Émile Zola, sobre quem Eekhoud escreveu um ensaio em 1879.
Em 1886, seu romance Les milices de Saint-François (Os soldados de São Francisco Xavier) foi publicado. A essa altura, o tema estabelecido de Eekhoud era a rural Campine, um distrito de agricultores pobres a leste de Antuérpia. Ele tinha um estilo distinto permeado de entusiasmo pelos jovens trabalhadores rurais malandros e suas vidas difíceis. Seu romance mais famoso, La nouvelle Carthage (A Nova Cartago), foi publicado em sua forma definitiva em 1893, e muitas vezes reimpresso. Também foi traduzido em inglês, alemão, holandês, russo, romeno e tcheco. O rústico Campine foi neste livro substituído pela vida brutal de amor e morte na metrópole portuária de Antuérpia e sua indústria suja.

## Escal-Vigor
Em 1899, Eekhoud ofereceu a seus leitores um romance novo e ousado, Escal-Vigor. Este é o nome do castelo de seu protagonista, o conde Henry de Kehlmark, mas transmite o nome 'Escaut', francês para o rio Escalda, e 'Vigor', Latim para Poder. Muitos desses leitores ficaram chocados, porque o livro trata do amor entre homens. De acordo com a biógrafa de Eekhoud, Mirande Lucien, Escal-Vigor foi o livro de um homem que queria falar sobre si mesmo em toda a liberdade. Escal-Vigor é um texto linear homogêneo. A história segue sem desvios até a cena final do martírio, o momento em que os corpos torturados testemunham a justeza de sua causa. Quanto à sua composição, Escal-Vigor é o mínimo decadente das obras de Eekhoud. Eekhoud usa muito menos as palavras elaboradas e antiquadas que fazem o leitor parar e se perguntar.
Um romance claro e resoluto sobre a homossexualidade, Escal-Vigor estava caminhando para problemas. Embora tenha sido bem recebido pela maioria dos críticos, como Rachilde e Eugène Demolder, uma ação judicial foi movida contra ele. No entanto, uma tempestade de protestos, especialmente vociferantes por causa de inúmeras celebridades literárias, e um advogado astuto com aspirações literárias, Edmond Picard, fez sua parte na absolvição de Eekhoud.

## Últimos anos de Eekhoud
Romances e contos posteriores, como L'Autre Vue (1904) e Les Libertins d'Anvers (libertinos de Antuérpia, 1912) também contêm noções de homossexualidade ou às vezes apenas sugestões de admiração pela masculinidade, por exemplo, Kermesses de Dernières (1920). Eekhoud se correspondeu com Jacques d'Adelswärd-Fersen e contribuiu para seu suntuoso diário literário Akademos (1909). Além disso, ele influenciou o jovem Jacob Israël de Haan, que escreveu vários poemas sobre temas de seu colega belga mais velho, especialmente La Nouvelle Carthage e Les Libertines d'Anvers. Eekhoud, por sua vez, escreveu o prefácio do romance sadomasoquista de De Haan, Pathologieën (Patologias, 1908). Os dois autores mantiveram contato por carta.
Eekhoud continuou a ser um autor respeitado até assumir uma postura firmemente pacifista na Primeira Guerra Mundial que devastou a Bélgica, após a qual sua estrela declinou. Nos anos 20, seus livros começaram a ser reimpressos novamente, embora ele tenha morrido em 1927 em Schaerbeek.
Eekhoud deixou um diário volumoso (1895–1927) de cerca de 5 000 páginas, que foi comprado pela Biblioteca Real de Bruxelas em 1982. Várias bibliotecas belgas contêm extensas coleções de correspondência.

## Interesse moderno
Hoje em dia, especialmente o aspecto homossexual de suas obras tem merecido atenção. Escal-Vigor foi reimpresso em 1982, e a correspondência parcialmente homoerótica de Eekhoud com o jornalista Sander Pierron foi publicada dez anos depois. Este livro, uma biografia em grande escala e uma escolha de suas obras foram editados por Mirande Lucien.

## Trabalhos
- Myrtes et Cyprès (poesia, 1877)
- Zigzags poétiques (poesia, 1877)
- Kees Doorik (novel, 1883)
- Kermesses (1884)
- Les Milices de Saint-François. (romance, 1886)
- Nouvelles Kermesses.
- La Nouvelle Carthage. (romance, 1888)
- Les Fusillés de Malines.
- Au Siècle de Shakespeare.
- Mes Communions.
- Philaster (tragédie de Beaumont et Fletcher).
- La Duchesse de Malfi (tragédie de John Webster).
- Le Cycle Patibulaire (2nd edition 1896)
- Escal-vigor (1899)
- La faneuse d'amour (romance, 2ª edição 1900)
- L'Autre Vue (1904)
- Les Libertins d'Anvers (1912)
- Dernières Kermesses (1920)
- Mon bien aimé petit Sander: Lettres de Georges Eekhoud à Sander Pierron, suivies de six lettres de Sander Pierron à Georges Eekhoud (1993).